# Hugo Eduardo Polanco Brito
Hugo Eduardo Polanco Brito (Salcedo, Provincia Espaillat, 13 de octubre de 1918 - Santo Domingo, 13 de abril de 1996) fue un eclesiástico dominicano. Ocupó varias sedes episcopales en el país. Fue el primer obispo de Santiago de los Caballeros, presidente y miembro fundador de la Conferencia del Episcopado Dominicano, y primer Rector de la Pontificia Universidad Católica Madre y Maestra.

## Biografía

### Formación y sacerdocio
Realizó sus estudios primarios en la Escuela Pública de Salcedo. En 1933, ingresó en el Seminario Pontificio Santo Tomás de Aquino de Santo Domingo, donde hizo sus estudios filosóficos y teológicos.
Fue ordenado presbítero el 25 de junio de 1944 por Monseñor Ricardo Paolo Pittini Piussi.
Luego de su ordenación, se le encomendaron las siguientes labores en la Arquidiócesis de Santo Domingo:
- Secretario de la Unión Misional del Clero (10 de noviembre de 1944)
- Asesor de la Juventud Femenina y Masculina de Acción Católica (20 de febrero de 1946)
- Vicecanciller del Arzobispado de Santo Domingo (17 de octubre de 1946)
- Vicario de la Catedral Primada de América (17 de octubre de 1946)
- Procanciller {4 de abril de 1952)
- Vicario ecónomo de la Parroquia de San José de los Llanos (10 de abril de 1952)
- Director de la Obra Pontificia de las Vocaciones Sacerdotales (21 de abril de 1953)
- Canciller secretario (6 de agosto de 1953)

Fue enviado a Roma, y el 9 de noviembre de 1950 obtuvo el título de Licenciado en Derecho Canónico por la Pontificia Universidad Gregoriana. 
También obtuvo la Licenciatura en Filosofía en 1946 y el Doctorado en Filosofía en 1953, en la Universidad de Santo Domingo.

### Obispo y arzobispo
El 25 de septiembre de 1953, el papa Pío XII lo nombra obispo titular de Centenaria y auxiliar de la recién creada diócesis de Santiago de los Caballeros, la cual organizaría durante tres años bajo la guía del arzobispo de Santo Domingo. Fue consagrado obispo por el entonces nuncio en República Dominicana, Salvatore Siino, el 31 de enero de 1954.
El 22 de julio de 1956 asume como primer obispo de Santiago de los Caballeros.
En 1962 fundó el Seminario Menor San Pio X, en Licey al Medio, y junto a los obispos dominicanos, la Universidad Católica Madre y Maestra, de la cual fue su primer Rector hasta 1966.
El 14 de marzo de 1966, durante el gobierno pastoral de Octavio Antonio Beras Rojas, fue nombrado por el papa Pablo VI, Administrador Apostólico Sede plena de la Arquidiócesis de Santo Domingo, así como del entonces Vicariato Castrense, conjuntamente con la sede titular arzobispal de Nova Germania.
El 20 de enero de 1970 fue nombrado arzobispo coadjutor de Santo Domingo y titular de Mentesa, restituyendo a Mons. Beras el gobierno de la arquidiócesis. 
El 10 de mayo de 1975 fue trasladado a la sede episcopal de Nuestra Señora de la Altagracia en Higüey, conservando el título de arzobispo, a modo personal.
De 1981 a 1984 fungió como presidente de la Conferencia del Episcopado Dominicano.
Entre 1986 y 1995 presidió la junta directiva de la Academia Dominicana de la Historia. Además fue miembro fundador y presidió también el Instituto Dominicano de Genealogía de 1983 a 1989.
Fue condecorado por el gobierno dominicano con la Gran Cruz de Plata de la Orden de Cristóbal Colón, y por el gobierno francés con Las Palmas Académicas.
El 25 de marzo de 1995 el papa Juan Pablo II le aceptó la renuncia presentada por motivos de edad. 
Falleció en Santo Domingo, el 13 de abril de 1996.

## Publicaciones
- Recuerdos de familia (1948).
- Salcedo y su historia (1954).
- Novena a San Juan María  Vianney (1954).
- La Parroquia de San José de los Llanos (1958).
- Calendario Altagraciano (1946-1954).
- El Concilio Provincial de Santo Domingo y la Ordenación de los Negros e Indios (1969).
- La Iglesia Católica y la Primera Constitución Dominicana (1970).
- Manuel María Valencia, político, poeta y sacerdote (1970).
- Fray Ramón Pané, Primer Maestro, Catequizador y Antropólogo del Nuevo Mundo (1974).
- Peregrinación Dominicana Roma-Tierra Santa (1978).
- María de Altagracia y Juan Pablo II (1979).
- La masonería en la República Dominicana (1985).
- Los Escribanos en el Santo Domingo Colonial (1989).
- Historia de Salvaleón de Higüey, Libro III (1994).